# 민진당 (일본)
민진당(일본어: 民進党 민신토[*], 영어: The Democratic Party)은 일본의 정당이다. 2016년 3월 27일 민주당과 유신당의 합당으로 인해 창당됐다. 유신당은 사실상 흡수되면서 민주당의 후신이라고 봐도 무방하다. 2017년 9월 28일, 민진당이 도민퍼스트회 성향의 희망의 당과 리버럴 성향의 입헌민주당으로 분열되었으나, 야권의 총선거 참패 이후 2018년 5월 7일, 야권 재편에 따라 희망의 당과 합당하여 국민민주당으로 개편되었다.

## 당명
민주당과 유신당의 합당에 즈음해 유신당의 마쓰노 요리히사 대표는 "민주당이라는 이름을 가진 정당에 합류할 일은 없다"라고 말하며 "민주당"이라는 당명에 거부감을 드러냈고, 민주당과 유신당의 합당 협의 과정에서도 당명 변경이 그 조건에 포함되어 있었기 때문에 창당에 앞서 당명 결정이 최대의 과제가 되었다. 이후 민주·유신 양당의 국회의원으로 구성된 "신당 협의회, 당명 검토팀"이 만들어져 양당 간에 당명을 협의하도록 했지만 서로 입장 차를 좁히지 못하자 2016년 3월 3일에 양당 대표는 기자회견을 통해 합당에 따른 새로운 당명 방안을 3월 4일부터 6일까지 3일 간 양당의 홈페이지와 팩스를 통해 모집하기로 했다. 그 결과 총 1만 9933건의 공모가 모였다. 공모에서 많은 수를 얻은 순서대로 나열하면 "민주당"이 1456건으로 1위, "입헌민주당"이 725건으로 2위, "민신당(民新党)"이 352건으로 3위, "신민주당"이 248건으로 4위였다.
민주·유신 양당은 공모 결과를 참고하여 3월 10일에 최종 당명 방안 2개를 결정했다. 민주당 측은 "입헌민주당"을, 유신당 측은 "민진당"을 제시했다. 이후 양당이 각각 실시한 전화 여론조사 결과 민주당 조사에서는 "민진당"이 24.0%, "입헌민주당"이 18.7%였고, 유신당 조사에서는 "민진당"이 25.9%, "입헌민주당"이 20.9%였다. 이렇게 양당의 조사에서 모두 "민진당"을 지지하는 여론이 "입헌민주당"을 웃도는 것으로 나오면서 3월 14일 최종적으로 신당명은 "민진당"으로 결정되었다. 이어 3월 22일에는 새 당명의 글꼴과 규격, 당명 결정에 따른 신당의 로고를 발표했다.

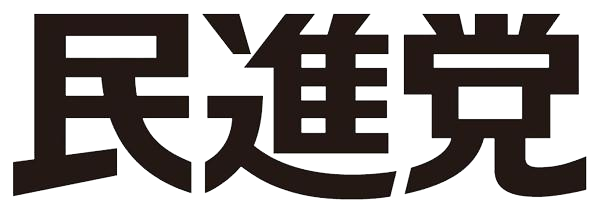
2016년 3월 22일에 발표된 당명 로고

"민진당"이라는 당명에 대해 발안자인 에다 겐지는 "말 그대로 '국민(民)'과 함께 '나아가는(進)' 정당이다. 국민의 입장에 서서 정치를 해 나간다는 의미를 담았다. '진(進)'이라는 글자는 진화, 진보라는 단어에서도 쓰이는 만큼 개혁을 진전시켜 나간다는 의미도 담았다"라고 설명했다.
당명의 영문 표기에 대해서 유신당 측에서는 기존의 민주당의 영문 표기(Democratic Party of Japan)와 유신당의 영문 표기(Japan Innovation Party)를 조합한 "Democratic Innovation Party"를 제안했지만, 민주당 측이 이 표기를 사용할 경우 약칭이 되는 "DIP"가 영어 속어로 "멍청이"라는 뜻을 가진다는 점을 문제 삼으면서, 결국 직역하면 "민주당"이 되는 "The Democratic Party"가 영문 표기로 채택되었다.

## 역사

### 창당 이전

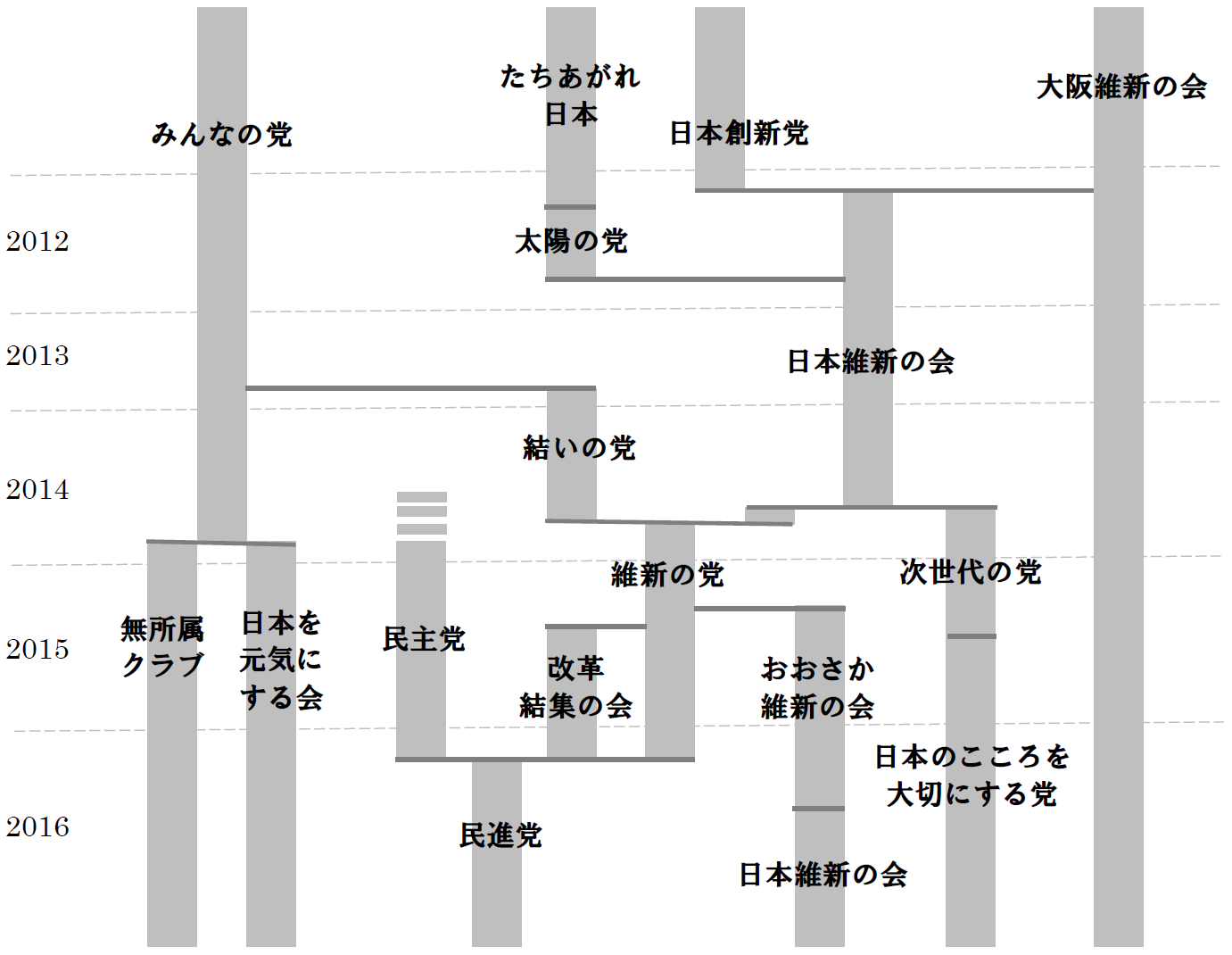
2010년대 일본 정당의 이합집산

민진당의 전신인 민주당은 2000년대에 자민당과 양당 구도를 이루었고, 2009년 제45회 총선거에서 승리함에 따라 집권에도 성공했으나, 2012년 제46회 총선거에서 참패하여 자민당에 다시 정권을 내준 이후 당세가 좀처럼 회복될 기미를 보이지 않고 있었다. 한편 아베 신조가 이끄는 자민당과 연립 여당인 공명당은 2012년 이후 중의원의 3분의 2 의석을 유지했고, 이러한 상황 속에서 아베 정권은 장기 집권의 기반을 마련해 나갔다. 2014년 제47회 총선거에서 야권은 지역구에서 후보를 단일화하며 표 분산을 막기 위해 노력했으나 자민, 공명 양당의 의석수는 이전과 크게 달라진 것이 없었다. 이 선거에서 민주당은 선거 직전의 62석에서 73석으로 11석이 증가하면서 의석이 소폭 증가했으나, 당 대표인 가이에다 반리가 낙선하면서 대표직에서 사임하는 상황에 이르렀다. 가이에다의 후임으로 취임한 오카다 가쓰야의 새로운 지도 체제 하에 민주당은 국회 활동에 있어 제2야당인 유신당과의 협력 체제를 갖추었다. 한편 유신당은 마쓰노 요리히사 대표 등 옛 민주당 또는 두레당 출신 세력들과, 하시모토 도루 등 옛 일본유신회계(이른바 "오사카계") 세력 간의 대립이 존재했으며 결국 2015년 8월 하시모토를 비롯한 오사카계 의원들이 탈당하여 "오사카 유신회"(2010년 창당된 지역 정당 오사카 유신회와는 다름)를 창당하였다(이후 2016년 당명을 일본유신회로 개칭). 마쓰노와 하시모토 중 어느 쪽도 따르지 않는 세력들은 "개혁결집회"를 결성했다.
유신당이 분열된 이후 민주·유신 양당의 협력 체제는 더욱 강화되었다. 이는 유신당 분열을 전후로 하여 2015년 8월부터 9월까지 국회에서 열린 자위대법과 일본 주둔 외국군 지원법 개정을 포함한 안보법 심의에 있어 민주, 유신 양당을 비롯해 일본공산당, 사회민주당, 생활의 당 등 야당이 강경 반대 움직임을 보이는 등 야권 전체의 협력 분위기가 생겨난 것도 크게 작용했다. 8월 31일 민주당의 오카다 대표와 유신당의 마쓰노 대표는 회담을 갖고, 이후의 야권 재편을 염두에 둔 양당의 정책 및 선거 공조를 협의하는 기관을 9월 27일 끝나는 정기 국회 이후에 설치하기로 합의했다. 유신당 측은 야권 재편의 방법으로 기존의 민주당이 해체한 뒤 신당을 창당하는 방법을 내세웠으며, 이에 민주당 내에서도 당 해체론이 부상했다. 9월 10일에는 민주당의 지지 세력인 일본노동조합총연합회의 고가 노부아키 회장이 "(민주당의 해체도) 선택해 볼 만한 사항 중 하나"라고 언급하는 등 각계에서 당 해체 주장이 나오기 시작했다.
11월 11일에는 민주당의 호소노 고시 정책조사회장과 마에하라 세이지 의원, 유신당의 에다 겐지 전 대표가 회담하여 2015년 연내 민주·유신 양당 해체와 신당 창당에 의견을 같이했다. 그러나 이후 민주당 호소노 정조회장과 마에하라 의원이 당 대표인 오카다 가쓰야에게 당의 해체를 제의하자 오카다는 이를 거부하고 "연내 유신당과의 통일 회파(공동 교섭단체) 결성"을 주장하며 유신당과의 협상에 나서겠다고 밝혔다. 오카다의 의사에 따라 12월 18일, 중의원에서 통일 회파인 "민주·유신·무소속 클럽"이 결성되었다. 참의원에서의 통일 회파 결성은 유신당 측이 2016년 참의원 선거에서 역풍을 맞을 것을 우려해 잠정 연기되었으나, 한편으로는 민주·유신 양당 간에 당시 국회에 제출된 급여법 개정안에 대한 찬반 입장이 엇갈리면서 무산된 측면도 있었다.
2016년 1월 6일, 유신당은 참의원에서 민주당과의 통일 회파 구성이 지지부진해지자 대신 일본을 건강하게 하는 모임과 통일 회파를 구성하기로 하고 "유신·건강의 모임"을 결성했으나, 이미 중의원에서 회파를 결성한 민주당 측의 불만을 자초한 데다, 유신당이 민주당과 보조를 맞추어 급여법 개정안 찬성으로 돌아서면서 일본을 건강하게 하는 모임과도 갈등이 생겨났다(민주·유신 양당의 합당 이후 통일 회파인 "유신·건강의 모임"은 해체).
2월 22일, 민주당의 오카다 대표와 유신당의 마쓰노 대표가 회담하여 민주당이 유신당을 흡수 합병하기로 합의했다. 이어 4일 후인 2월 26일에 양 대표가 다시 만나 민주·유신 양당의 3월 중순 합당을 목표로 설정했다. 합당 방식은 1998년에 당시 민정당, 신당우애, 민주개혁연합이 1996년에 창당된 구(舊) 민주당에 합류하여 현 민주당을 창당했을 때와 같은 방식으로 진행하기로 하였다. 양당이 모두 해체한 뒤 신당을 창당하는 것이 아닌 유신당이 해체 뒤 기존의 민주당에 합류하는 방식이기 때문에, 옛 모두의 당 시절 비례대표로 선출되어 두레당을 거쳐 유신당에 합류했던 참의원 의원 5명(오노 지로, 가와다 류헤이, 시바타 다쿠미, 데라타 스케시로, 마야마 유이치)은 국회법 제109조의 2의 규정에 의해 신당에 입당할 경우 의원직이 자동 박탈되기 때문에 유신당 해체와 함께 임기 만료 전까지 무소속 신분을 유지하게 되었다.
3월 14일에는 신당명을 "민진당"으로 결정하였고, 3월 22일에는 "개혁결집회" 소속 의원 5명 중 4명이 신당에 합류하기로 하였다. 이후 3월 25일 민주당의 오카다, 유신당의 마쓰노 대표가 합당 협의서에 서명하였다.
3월 27일, 민진당 창당 대회 개최에 앞서 오전 중에 열린 유신당 임시 당 대회에서는 민진당 창당을 위한 당 해체 결의안이 만장일치로 채택되었다. 유신당의 해체와 함께 민진당에 합류한 의원 중에는 2010년 간 나오토 내각에 대한 불신임 결의안에 찬성하거나 2012년 소비세율 인상 법안 표결에서 반란 투표를 하는 등 해당 행위를 저질렀다는 이유로 민주당에서 탈당 또는 제명되어 이후 창당된 신당(일본유신회, 국민 생활이 제일, 녹색 바람)에 가담한 이시제키 다카시, 이마이 마사토, 오타 가즈미, 하쓰시카 아키히로, 마키 요시오, 마쓰키 시즈히로, 마쓰노 요리히사, 미토 마사시 등도 포함되어 있어 사실상 이들의 복당이 이뤄지게 되었다.

### 창당
2016년 3월 27일 오후 도쿄도 내의 한 호텔에서 "민진당" 창당 대회가 개최되어 신당이 공식 출범했다. 내빈으로는 고즈 리키오(일본노동조합총연합회 회장), 모기 겐이치로(뇌과학자), 오사와 마리(도쿄 대학 교수), 오쿠다 아키("자유와 민주주의를 위한 학생 긴급 행동(SEALDs)" 회원)이 참석했다. 창당 대회에서는 창당 선언과 당 강령을 채택하는 한편, 초대 당 대표에는 옛 민주당 대표인 오카다 가쓰야가 취임하고 이와 함께 초대 집행부 인사에 대한 승인이 만장일치로 의결되었다.
초대 집행부에는 옛 유신당 출신인 에다 겐지와 이마이 마사토가 각각 대표대행과 간사장 대리에 기용된 것을 빼고는 당 대표인 오카다 가쓰야와 간사장 에다노 유키오를 비롯한 옛 민주당 출신 의원들이 주요 당직을 독식했다. 한편 창당에 앞서 옛 유신당의 대표였던 마쓰노 요리히사는 과거 민주당을 탈당한 전력 등을 이유로 본인 스스로 신당의 당직을 맡지 않겠다고 선언했다. 창당과 함께 당내에는 옛 유신당 출신 의원들이 에다 겐지를 수장으로 하는 파벌인 "에다 그룹"을 만들어 단숨에 당내 최대 파벌로 올라섰다.
창당 다음 날인 3월 28일에는 중의원 회파(교섭단체) "민주·유신·무소속 클럽"이 "민진당·무소속 클럽"으로 변경되었고, 3월 30일에는 참의원 회파 "민주당·신록풍회"가 "민진당·신록풍회"로 변경되었다. 또한 "공동 회파(교섭단체) 소속 국회의원의 지위에 관한 경과 규정(당규 부칙 제2조 2항)"에 따라 2019년 9월까지 옛 모두의 당 소속으로 당선된 비례대표 참의원 의원 5명에게는 임기 만료 시까지 무소속으로 있으면서도 민진당 당직 취임과 중참 양원의원 총회 의결권 행사가 허용되는 등 당 소속 국회의원에 준하는 지위를 부여했지만, 이는 산케이 신문 등 언론으로부터 "'무소속 의원을 당 소속 의원으로 취급한다'라는 정당 정치의 근본이 흔들릴 만한 비정상적인 사태"라는 비판을 받았다.
지방 의회에 있어서도 옛 민주당과 유신당의 통합 작업이 진행되었지만, 고베시 의회 등과 같이 합당 후에도 옛 양당의 분립 상태가 유지된 곳도 있었다.

### 오카다 대표 시기

#### 반(反)자민당 세력의 선거 협력
2016년 3월 창당 직후 연이어 치러진 대규모 선거(4월 보궐선거, 7월 참의원 선거와 도쿄도지사 선거)에서 민진당은 일본공산당, 사회민주당, 생활의 당 등 다른 야당들과 단일 후보를 옹립하며 협력을 이어갔다.
구체적으로 2016년 4월 24일 창당 후 처음으로 맞는 선거인 중의원 의원 보궐선거는 총 2개의 선거구에서 치러졌다. 교토부 제3구에서는 일본공산당의 후보 공천 포기와 함께 연립 여당인 자민·공명 양당 역시 후보를 내지 않으면서 민진당 소속(사회민주당 공동 추천)의 이즈미 겐타가 무난히 압승을 거두었다. 한편 홋카이도 제5구에서 민진당은 전직 민주당 직원인 이케다 마키를 옹립했으나, 일본공산당이 "민진당 공천이 아닌 무소속으로 출마할 것"을 조건으로 먼저 출마 의사를 표명했던 당내 후보의 공천을 철회하였고, 이에 이케다 마키는 야당 단일 후보로서 민진당 소속이 아닌 무소속으로 출마(민진·공산·사민·생활 4당 공동 추천)하여 자민당 소속(공명당 공동 추천)의 와다 요시아키에게 맞섰으나, 결국 와다 52.4% 대 이케다 47.6%로써 4.8%p 차로 패하였다.
7월 10일 치러진 제24회 참의원 선거에서는 민진당을 비롯한 야4당이 1인 선거구(소선거구)에서 후보를 단일화하였고, 일부 선거구에서는 일본공산당 후보가 민진당 후보를 지지하고 출마를 철회하거나 반대로 민진당 후보가 다른 야당 후보를 지지하고 출마를 철회하는 등 야권의 선거 협력 체제가 갖추어졌다. 최종적으로 민진당은 지역구에 33명, 비례대표에 22명의 후보자를 각각 공천하였고 그 결과 지역구에서 21석, 비례에서 11석을 얻어 총 32석을 획득했다. 직전 2013년 참의원 선거에서 민진당의 전신인 민주당이 획득한 17석을 웃돌았지만, 6년 임기 만료로 이번 선거에서 개선(선출) 대상에 포함된 45석에는 못 미쳤다. 결과적으로 민진당은 이 선거에서 획득한 32석과 비개선 의석인 17석을 합해 참의원에서 총 49석의 의석을 확보하게 되었다. 선거 이후 야권 단일 후보로서 무소속으로 출마하여 당선된 2명이 입당하면서 의석은 51석으로 늘었다.
참의원 선거 직후인 7월 31일에 실시된 도쿄도지사 선거에서도 야4당은 단일 후보를 내게 되었다. 민진당 도쿄도 연합 주도로 참의원 선거와 병행하여 진행한 후보자 선정에서 도리고에 슌타로나 고가 시게아키 등에게 출마를 제안했지만, 당사자가 출마를 쉽게 결정하지 못했다. 결국 후보 등록 마감 2일 전인 7월 12일에 도리고에가 출마를 수락하면서 민진당을 비롯한 야4당은 도리고에를 단일 후보로 옹립했다. 그러나 후보자 결정이 후보 등록 마감 2일 전에 이뤄졌을 만큼 후보자 결정 작업이 막판까지 진통을 겪었고, 여기에 정책 등의 준비 부족과 야4당의 공조 엇박자까지 겹치면서 결과적으로 자민당 탈당 후 출마한 고이케 유리코에게 더블 스코어 이상의 표차로 패배하고 말았다. 야권 단일 후보가 고이케와 연립 여당인 자민·공명 양당이 공동 추천한 마스다 히로야에도 뒤쳐진 3위를 기록하자 민진당 내에서는 야권 선거 협력을 주도한 오카다 가쓰야 대표에 대한 불만이 표출되기 시작했다.

#### 당 대표 선거와 현직 오카다의 불출마
창당과 함께 대표에 추대되었던 현직 오카다 가쓰야의 후임을 선출하기 위한 민진당의 첫 대표 선거는 2016년 9월 15일에 치러졌다. 이미 민진당은 지난 7월 참의원 선거에서 야권 단일화를 한 1인 선거구(소선거구)에서 11승 21패로 패배한 데 더해, 당 대표인 오카다가 "개헌 세력(자민·공명·유신·마음 4당 등)의 참의원 3분의 2 의석 저지"를 목표로 추진한 야권 선거 협력은 자민·공명 양당 세력에게 큰 타격을 주지 못했다. 한편 참의원 선거를 앞두고 오카다는 자신의 고향인 미에현에서 민진당 후보가 패배할 경우에는 대표직에서 사임할 것임을 선언했는데, 선거 결과 미에현에서는 민진당 후보가 자민당 후보와 근소한 차이로 승리를 거두었지만 당 전체의 선거 결과가 부진하면서 빛이 바랬다. 선거 이후 오카다는 차기 대표 선거 출마에 대해 일관되게 "모른다"고만 말했지만, 당내에서 오카다에 대한 책임론이 분출되면서 결국 7월 30일 오카다는 차기 대표 선거 불출마를 선언하는 상황에 이르렀다.
대표 선거에는 렌호, 마에하라 세이지, 다마키 유이치로 등 3명이 입후보했다. 선거 기간 동안에는 당이 일본공산당, 사회민주당 등의 다른 야당과의 협력을 지속할지의 여부와, 당시 아베 정권을 비롯해 여당이 강하게 밀어붙이던 헌법 개정 문제 등이 주요 쟁점으로 떠올랐다. 또 선거전 후반에 접어들자 렌호의 이중 국적 문제가 논란이 되기도 했다. 9월 15일 진행된 투개표에서는 렌호가 마에하라와 다마키를 압도적 표차로 누르고 새 대표에 선출되었다. 여성이 당 대표가 된 것은 민진당의 전신인 민주당 시절을 포함해 처음 있는 일이었다. 또 제1야당 당수에 여성이 선출된 것은 과거 1986년 일본사회당의 도이 다카코 위원장 이후 30년 만이었다.

### 렌호 대표 시기
렌호 대표는 취임과 함께 단행한 당직 인선에서 자신이 소속된 노다 그룹의 회장인 노다 요시히코 전 총리를 간사장에 임명하고, 대표대행에는 호소노 고시 전 환경상과 아즈미 준 전 국회대책위원장, 에다 겐지 등 3명을 임명했다. 정무조사회장(정조회장)에는 오구시 히로시 전 정조회장 대리, 국회대책위원장에는 야마노이 가즈노리 전 국회대책위원장 대리, 선거대책위원장에는 마부치 스미오 전 국토교통상을 각각 기용했다. 또 렌호는 당 대표 선거에서 경쟁자였던 마에하라 세이지를 당 고문으로 위촉할 뜻을 밝혔지만, 당사자인 마에하라가 고사하였다. 이 같은 집행부 인사는 9월 21일에 열린 중참 양원의원 총회에서 승인되었다. 이렇게 렌호 대표 체제가 막이 올랐다. 한편 같은 날 렌호는 일본을 방문한 중화민국의 쑤자취안 입법원장 등과 회동하여 당 대표 선출에 관한 축의를 받았다.
렌호 대표 체제 하의 첫 선거인 10월 23일의 중의원 의원 보궐선거를 앞두고 민진당은 도쿄도 제10구에 전직 NHK 기자인 스즈키 요스케를, 후쿠오카현 제6구에 전직 인도 첸나이 주재 일본 총영사관 직원을 후보로 옹립했다. 일본공산당은 지난 4월 보궐선거 때와 마찬가지로 야권 단일화를 위해 자당 후보 공천을 철회할 의사를 표명했다. 사회민주당 역시 민진당에 대해 야권 후보 단일화에 임할 것을 촉구했다. 렌호는 "그동안의 (야권 협력의) 기본적 틀을 유지하면서 구체적으로 어떤 형태를 취할 것인지 앞으로 따져보자"며 야권 협력을 지속할 뜻을 밝혔다. 한편 정권을 결정하는 차기 중의원 선거에 대해서는 "강령이 다른 당과는 연합하지 않는다"고 강조했다.
10월 5일에 열린 야4당(민진·공산·사민·생활)의 간사장(공산당은 서기국장) 회담에서 후쿠오카 6구, 도쿄 10구 모두 민진당 후보로 단일화하기로 합의했고, 이에 따라 2개 선거구의 공산당 후보는 다음 날 출마 철회의 뜻을 밝혔다.
10월 16일에 실시된 니가타현 지사 선거에는 일본공산당, 자유당, 사회민주당 등 주요 야당을 비롯해 신사회당, 녹색당의 추천을 받은 요네야마 류이치(민진당 출신)가 출마했다. 민진당은 당의 지역 조직인 니가타현 연합과의 의견이 통일되지 않아 공식적으로는 후보를 추천하지 않았지만, 실제로는 렌호 대표를 비롯한 다수의 소속 의원들이 요네야마를 지지하고 선거 운동을 지원했다. 선거 결과 요네야마는 과반의 득표로 자민당·공명당 추천 후보를 꺾고 당선됐다.
10월 23일 치러진 2개 선거구(도쿄 10구·후쿠오카 6구)의 중의원 의원 보궐선거에서는 모두 여권 후보가 승리하였다(후쿠오카 6구는 무소속이 당선 후 자민당 입당).
2017년 2월 14일, 같은 해 여름에 치러질 도쿄도의회 선거를 앞두고 민진당 도쿄도 연합은 도쿄도의회의 회파(교섭단체) 중 지금까지 통합되지 않았던 옛 민주당 계열의 "도의회 민진당"과 옛 유신당 계열의 "민진당 도의원단"이 합쳐져 새 회파인 "도쿄 개혁 의원단"을 결성했다.
3월 12일에는 2016년 창당 대회 이후 최초로 당 대회를 개최했다.
4월 10일에는 당내 보수 성향 의원인 나가시마 아키히사가 "공산당을 비롯한 야권의 협력 노선이 채택된 이후 당의 기본 정책까지 영향을 받게 된 것은 용납할 수 없다"며 탈당을 표명했으나, 당 집행부는 이를 수용하지 않고 제명 처분했다. 같은 달 13일에는 호소노 고시가 당 대표대행직을 사퇴한 뒤, 8월 8일 탈당계를 제출했다. 또 8월 1일에는 "민진당은 선거 공조의 이름 아래 점점 왼쪽(좌익)으로 기울어 가고 있다"며 탈당계를 제출했던 후지스에 겐조가 당에서 제명됐다.

#### 2017년 도쿄도의회 선거 참패
2017년 7월 2일에 치러지는 도쿄도의회 선거에 민진당은 당초 36명의 후보자를 공천할 계획을 세우고 고이케 유리코 도쿄도지사가 이끄는 도쿄도 내 지역 정당인 도민퍼스트회와 선거 공조 및 후보 단일화에 나서기로 했으나, 고이케 지사 측은 민진당과의 전면적 연대에는 부정적 입장을 보였다. 이후 민진당 공천자 중 일부가 탈당해 도민퍼스트회에 입당했으며, 최종적으로 민진당의 공천 인원은 23명이 되었다. 한편 민진당의 핵심 지지 조직으로 꼽히는 일본노동조합총연합회의 도쿄 지부는 도민퍼스트회와 선거 운동 지원을 약속하는 합의서를 체결했다. 다만 연합회는 기존대로 민진당 후보에 대한 지원도 계속하기로 했다.
민진당은 렌호 대표의 "젊은 여성"의 이미지를 활용해 도의회 선거 공약으로 보육 시설 대기 아동이 있는 가정에 월 5만 엔 정도의 수당 지급, 초·중등학교 무상 급식 등의 육아 지원 정책을 중심으로 7개 중점 정책을 주요 공약으로 내걸었지만, 선거전이 막바지에 접어들수록 "도민퍼스트" 대 "자민", 즉 "고이케" 대 "아베"의 구도가 굳어졌고, 민진당은 이 구도 속에서 묻히고 말았다. 결국 민진당은 선거 직전 7석에서 2석이 줄어든 5석을 획득하는 데 그치며 도쿄도의회 선거에서 옛 민주당 창당 이후 최저 의석수였던 2013년 선거의 15석마저 밑돌았다.
선거 직후 마쓰바라 진 도쿄도 연합회장이 패배의 책임을 지고 회장직에서 사임했다. 당내에서는 렌호 대표의 사임에는 부정적 기류가 강했지만, 도의회 선거 이후 지역 간담회에서 당 집행부에 대한 불만이 쏟아지는 등 당내 분위기가 안 좋아지자, 7월 26일 중참 양원의원 간담회에서 선거 패배의 책임을 지고 노다 요시히코가 간사장직 사퇴를 선언했다. 한편 렌호는 차기 중의원 선거에서 전면에 나서지 않고 당의 참의원 활동 지휘에 전력하겠다고 밝혔으나, 결국 다음 날인 7월 27일 대표직 사임을 표명했다.
8월 23일 당 집행부는 탈당계를 제출한 요코야마 히로유키, 기우치 다카타네 등 2명의 중의원 의원을 제명 처분했다.
렌호의 후임을 선출하는 대표 선거에는 마에하라 세이지와 에다노 유키오가 입후보했다. 8월 21일 고시, 9월 1일 투개표의 일정으로 선거를 실시하여 옛 민주당 시절 대표를 역임한 바 있는 마에하라를 새 대표로 선출했다.

### 마에하라 대표 시기
마에하라 대표 취임 이후 단행된 다음과 같은 집행부 인사는 9월 5일에 열린 중참 양원의원 총회에서 승인되었다.
- 대표대행 : 에다노 유키오
- 간사장 : 오시마 아쓰시
- 정무조사회장 : 시나 다케시
- 선거대책위원장 : 나가쓰마 아키라
- 임원실장 : 오가와 준야
- 상임고문 : 오카다 가쓰야

당초 간사장에는 야마오 시오리 전 정조회장을 내정했지만 당 전체를 지휘할 능력에 대한 의문이나 정치 경험 부족을 이유로 당내에서 우려가 이어졌고, 결정적으로 9월 7일자 《주간문춘》에서 야마오의 기혼 남성과의 교제 의혹이 제기되면서 논란이 지속되자 에다노와 함께 공동 대표대행에 내정됐던 오시마 아쓰시가 간사장에 대체되었다. 이후 야마오가 탈당하면서 문제는 수면 아래로 가라앉았지만, 마에하라 대표 체제가 출범부터 삐걱거리는 결과를 낳았다.
야마오의 탈당에 전후하여 복수의 의원이 탈당을 검토하고 있다는 움직임이 언론에 계속해서 보도되는 것에 대해 마에하라는 "렌호 전 대표 때부터 탈당한다, 탈당한다 하던 사람이 있어 왔다. 그런데 모두가 그것에 겁을 먹고 있다. 참 비정상적인 정당이다"라며 이전부터 꾸준히 탈당 의사를 밝히면서도 정작 탈당은 하지 않는 이른바 "탈당 예비군"을 비판하며 다른 의원들에게 동요하지 말 것을 주문했다.
이렇게 마에하라는 대표 취임 이후 "탈당 예비군"으로 불리는 소속 의원(특히 일본공산당과의 연대에 소극적인 보수 성향 의원)들을 설득하여 탈당을 막기 위해 노력했지만, 탈당자는 계속해서 증가하여 9월 13일에는 스즈키 요시히로가, 9월 15일에는 류 히로후미와 고토 유이치가 각각 탈당계를 제출했다. 당 집행부는 9월 19일 열린 상임위원회에서 탈당계를 제출한 3명을 모두 제명하기로 결정했다. 이어 9월 25일에는 마쓰바라 진 전 국가공안위원장이 탈당계를 제출했다(이후 마쓰바라도 제명 처분). 이에 따라 마에하라 대표 체제 출범 보름 만에 민진당은 야마오를 포함한 5명의 소속 의원을 잃게 됐다. 이들 의원 중 일부는 훗날 고이케 유리코 도쿄도지사가 창당한 희망의 당에 입당하게 된다.
전직 의원 중에서도 탈당 움직임은 계속되어 도치기현 제1구에서 입후보 예정이었던 가시와쿠라 유지가 9월 20일 탈당계를 제출했고(같은 날 민진당 도치기현 연합은 탈당계를 수리하지 않고 제명 처분), 9월 25일에는 도쿄도 제19구 후보인 스에마쓰 요시노리와 효고현 제7구 출마 예정인 하타나카 미쓰나리가 각각 탈당계를 제출했다. 또 같은 날 사이타마현 제7구의 예비 후보도 탈당계를 제출했다. 9월 26일에는 가나가와현 제3구에 출마하려던 전직 가쓰마타 고이치로를 비롯해 가나가와 10구·13구, 시즈오카 2구·4구에서 입후보 예정이었던 신인 후보가 탈당계를 제출했다.
마에하라 대표를 비롯한 당 집행부는 이러한 탈당 도미노에 대해 차기 중의원 선거에서 탈당한 의원이 출마한 선거구에 민진당이 공천하는 대립 후보(이른바 "자객 후보")의 옹립도 불사하겠다며 강경 기조를 이어갔지만, 탈당 속출로 인한 급속한 당세 저하가 현실화되자 9월 25일 당 간사장인 오시마 아쓰시는 "새로운 정치 상황이 전개된다면 우리도 한번 생각을 바꿔보겠다"며 급선회하는 모습을 보였다.

#### 희망의 당과의 합류 추진 및 입헌민주당 창당
2017년 9월 25일, 도쿄도지사인 고이케 유리코가 전국 정당인 희망의 당을 창당하자마자 마에하라 대표는 연대 의사를 표시했다. 일부 언론에서는 희망의 당의 창당에 앞서 고이케와 마에하라가 비밀 접촉하여 민진당과 희망의 당의 합류가 협의되었다는 보도가 나오는 한편, 합류를 위한 최종 조정에 들어가기로 합의가 이뤄진 것은 9월 27일 오후인 것으로 밝혀졌다. 또 마에하라는 제48회 중의원 의원 총선거의 공고와 함께 민진당 소속의 중의원 의원이 희망의 당에 공천 신청과 입후보를 하는 것을 허용할 방침을 세웠다.
9월 28일 중의원이 해산된 후 열린 당 상임이사회에서는 총선거에 비례대표를 포함해 후보를 공천하지 않기로 하고, 민진당 현역 중의원 의원은 희망의 당에 공천 신청을 하도록 하여 사실상 희망의 당과의 합류가 결정되었다. 이 방안은 이후 열린 중참 양원의원 총회에서 만장일치로 채택되었으며, 언론에서는 사실상의 "당 해체"로 보도되었다. 한편 당내에는 야권 세력 결집을 도모할 수 있다며 오자와 이치로가 이끄는 자유당과의 합류를 주장하는 의원들도 있었다. 이렇게 중의원 선거를 앞두고 민진당·희망의 당 양당이 사실상 합류 체제로 들어가는 가운데, 민진당 집행부는 참의원 의원의 당적은 민진당으로 그대로 유지하고 지방 조직도 존치하기로 했다.
한편 민진당의 지지 세력인 일본노동조합총연합회(연합)의 오미 나오토 사무국장은 담화를 통해 "큰 틀에서 아베 정권을 대신할 선택지를 국민에게 보여주는 것이 중요하다"며 민진당과 희망의 당의 합류 움직임을 지지하는 의사를 밝혔다.
다만 고이케 유리코는 민진당 출신 의원 전부를 공천하는 것이 아니라 희망의 당 측에서 심사를 거친 사람만 공천하겠다고 밝혀 민진당 전체와의 합류에는 부정적 의사를 표시했다. 이에 따라 일부 민진당 출신 의원들은 공천을 받을 가능성이 매우 낮아졌다. 이러한 희망의 당 측의 태도에 반발해 민진당 내에서는 희망의 당 합류를 거부하는 의원들이 속출했고 이들 중 일부는 무소속 출마를 표명했다. 이후 희망의 당 합류를 거부한 민진당 내 자유주의계 의원들을 중심으로 에다노 유키오를 대표로 하여 입헌민주당이 창당되었다. 마에하라는 9월 28일 "현직 지부장을 포함하여 모든 의원이 희망의 당 후보가 되도록 일조하고 싶다"고 말했고, 이후 10월 3일 일부 의원들이 입헌민주당을 창당한 것과 관련해서는 "모든 상황을 가정했다. 정권교체가 가능한 상황을 만들어야 한다"고 밝혔지만, 10월 27일에는 "(희망의 당 합류는) 도박과 같은 것이었다. 다 함께 합류하고 싶었지만 약속을 지키지 못했다"고 말해 희망의 당과의 합류 협의가 사전에 당내에서 의견 조율이 충분히 이뤄지지 않은 상태에서 추진되었음을 인정했다.
10월 12일, 오가와 도시오 당 참의원 의원회장은 희망의 당·입헌민주당 이적파와 탈당 무소속 의원들과의 재결집을 모색하는 한편, 민진당에 남은 참의원 의원들을 전면에 내세워 당을 존속시키기로 했다. 그러나 희망의 당과 입헌민주당은 민진당과의 재결집에 부정적 입장을 보였다. 입헌민주당 에다노 유키오 대표는 총선거를 앞둔 10월 12일 BS후지 방송에 출연해 "새로운 깃발을 세운 이상 우리의 깃발을 중요하게 여기면서 세력을 어떻게 키워 나갈까를 고민해야 한다"라고 말했다. 희망의 당 측에서도 호소노 고시 의원이 후지 TV 프로그램에 출연해 "원래의 민진당으로 돌아간다는 것은 있을 수 없다"라고 말했다.
총선거 이후인 10월 26일, 오카다 가쓰야 전 대표는 무소속으로 당선된 민진당계 중의원 의원들의 국회 활동 협력을 위해 자신을 대표의원으로 하는 중의원 원내 회파(교섭단체)인 "무소속의 모임"을 결성했고, 총 13명의 의원이 참여했다.
선거 이후 열린 중참 양원의원 총회(당 소속 중의원 의원이 없는 상태였으므로 참석 인원은 모두 참의원 의원)에서는 총선거에서 한계를 드러낸 희망의 당에 합류를 검토하겠다는 당초의 방침을 철회하고, 지방 조직을 비롯해 민진당을 존속시키기로 정식 결정했다. 한편 총선거에서 민진당 당적은 유지한 채 무소속 자격으로 출마하여 당선된 마에하라 대표는 11월 1일 국회 소집 이전에 대표직에서 사임하겠다는 뜻을 밝혔다. 그리고 10월 30일에 다시 열린 양원의원 총회에서 마에하라 대표 사임안을 만장일치로 승인했다. 다음 날 다시 열린 양원의원 총회에서는 국회의원만의 투표로 후임 대표 선거를 실시하기로 결정했고, 마에하라는 이후 민진당을 탈당하여 희망의 당에 입당했다.

### 오쓰카 대표 시기
2017년 10월 31일, 마에하라의 후임을 선출할 대표 선거가 공시되었다. 오쓰카 고헤이 이외에 다른 입후보자가 없었기 때문에, 오쓰카는 이후 열린 양원의원 총회에서 무투표로 당 대표에 선출되었다.
오쓰카는 11월 8일 간사장에 마시코 데루히코, 국회대책위원장에 "무소속의 모임" 소속의 중의원 의원인 히라노 히로후미를 임명하는 등 새 집행부 명단을 발표했다.
이후 당내에서 당명 변경론이 제기된 것에 대해 오쓰카는 "민주당이라는 이름에 애착이 있는 사람도 있다는 것을 잘 알고 있다. 그렇다면 당당하게 '돌아온 민주당', '새로운 민주당'이라고 말하면 된다"라고 말했다.

#### 희망의 당 및 입헌민주당과의 통일 회파 결성 구상
2017년 12월, 민진당은 입헌민주당·희망의 당에 대해 통일 회파(공동 교섭단체) 구성을 요구하는 결의를 중참 양원의원 총회에서 발표했다. 그러나 이는 당내 일부 참의원 의원들로부터 반발을 사기도 했으며 민진당계 중의원 회파인 "무소속의 모임"의 오카다 가쓰야 대표의원은 "희망의 당 일부 의원들과는 통일 회파를 구성해서는 안 된다"라고 주장했다. 통일 회파 결성 방안에 대한 당내 반발은 점차 탈당 도미노로 발전했고, 12월 8일에는 무소속으로서 참의원 회파인 "민진당·신록풍회"에 참여하고 있던 가와다 류헤이가 입헌민주당 입당을 표명했다. 이어 12월 11일에는 아리타 요시후, 12월 21일에는 가자마 나오키, 12월 22일에는 에사키 다카시가 각각 탈당계를 제출한 뒤 입헌민주당 입당을 표명했다. 가와다는 12월 19일, 아리타·가자마·에사키는 12월 26일에 각각 입헌민주당 입당이 허가되었다. 12월 26일 오후에는 통일 회파 구성 요구 결의에 참여했던 렌호 전 대표가 탈당계를 제출했다.
그리고 연말에는 희망의 당·입헌민주당·민진당 3당의 통일 회파(공동 교섭단체) 결성을 목표로 양당에 협의를 제안했다. 이 중에서 희망의 당 측은 민진당과의 통일 회파 결성에 적극적인 입장을 표명했다. 2018년 1월에는 민진·희망 양당의 간사장 및 국회대책위원장의 회담을 통해 양당은 통일 회파의 결성을 위해 긍정적으로 협의하기로 했다. 한편 입헌민주당 측은 민진당과의 통일 회파 결성을 거부했다. 에다노 유키오 대표는 2018년 1월 4일에 열린 연두 회견에서 "끝난 얘기라고 생각하니 우리가 말려드는 일이 없었으면 한다"면서 통일 회파 결성에 긍정적인 자세를 보인 희망의 당에 대해서는 "안타깝게도 희망의 당과 통일 회파를 만들 수 있다고 생각하는 분들과는 이념, 정책이 다른 것이 아닐까. 그런 분들과 과연 회파를 함께할 수 있는가를 생각해 보면 큰 물음표가 들지 않을 수 없다"라고 지적했다.
그러나 희망의 당과의 교섭 후에 열린 당 전체회의에서는 당 소속 의원으로부터 희망의 당과의 통일 회파 구성에 대해 지난 총선거에서 민진당 출신 의원 공천을 "배제"한 호소노 고시 등 희망의 당 창당 멤버가 아직 남아 있다며 반대 의견이 분출했다. 이 때문에 오쓰카 대표는 희망의 당과의 협상 결렬에 내몰려 통일 회파 결성은 무산되고 말았다. 다만 희망의 당에서 민진당과의 통일 회파 결성 협의 과정 속에서 안보 문제나 헌법 개정에 관한 견해 차이 등으로 당내 갈등이 수면 위로 떠오르며 당내 보수 세력과 리버럴 세력 사이의 분열이 지속되면서, 민진당과의 합류를 목표로 양당 간의 협의가 다시 시작되게 되었다.

#### 희망의 당과의 합당, 국민민주당으로

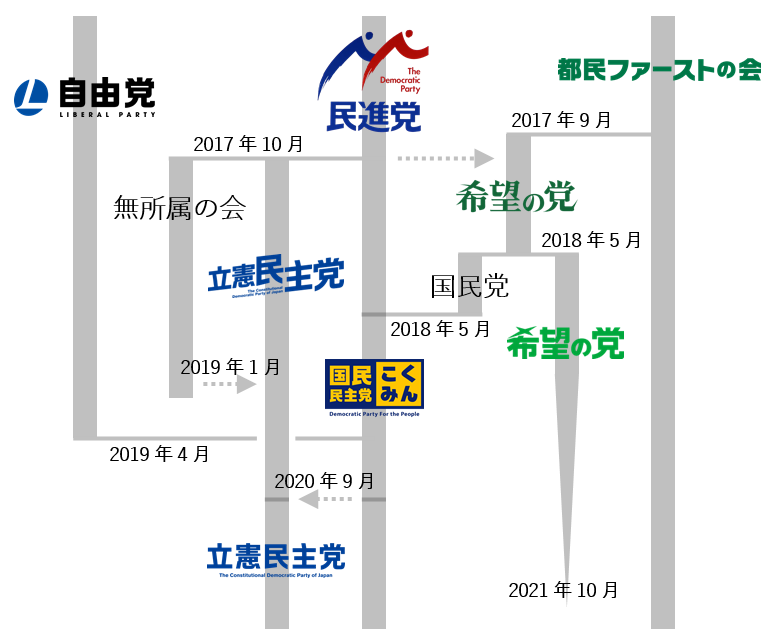
2017년~2018년 사이 일본의 정당 구도

2018년 3월, 요미우리 신문이 민진당과 희망의 당이 합류 후 신당 창당을 모색하고 있다고 보도하자 민진당 간사장 마시코 데루히코는 기자회견에서 희망의 당과의 합류를 통한 신당 창당에 대해서 "늦어도 지방선거 전년의 4월에서 노동절 전까지 새로운 당의 형태를 갖추는 것이 좋다"면서 희망의 당 이외로부터도 입당 희망자를 모집할 방침을 제시했다.
3월 29일, 산케이 신문은 하루 전(28일)에 민진당 대표인 오쓰카가 29일 간부회의에서 희망의 당에 합당을 제안할 의향을 정하고 30일에 열리는 중참 양원의원 총회에서 승인을 얻은 다음 4월 중 신당 창당을 목표로 한다는 사실을 보도했다. 같은 날 열린 상임간사회에서 합당 협의에 들어갈 방침을 정식으로 결정한 민진당 집행부는 희망의 당을 흡수 합병하는 형태로 신당을 창당하는 것을 목표로 한다고 밝혔다. 희망의 당 측 역시 다마키 유이치로 대표가 당내 보수파와 분당한 뒤 신당에 합류할 뜻을 표명했다. 그러나 민진·희망 양당 모두 당내에 합당을 반대하는 의원이 다수 있었고, 합당이 이뤄질 경우 분당을 검토한다는 방안도 제시되면서 당 전체가 온전히 합당할 수 있을지는 불투명한 상황이 되었다.
더 나아가 민진당 측은 신당에 입헌민주당도 합류시킬 방침을 제시했으나, 입헌민주당 에다노 유키오 대표는 "나가타초의 수 맞추기와 같은 권력 게임에는 말려들지 않겠다"며 이념과 정책의 차이에 대한 검토보다 신당에 참여하는 의원 수 늘리기에만 집중하는 민진·희망 양당 모두를 비판하고 신당에는 참여하지 않겠다는 뜻을 재차 밝혔다. 이에 대해 민진당 오쓰카 대표는 "수 맞추기가 아니다. 새로운 집단을 만들자는 것이다"라며 에다오의 주장을 반박했다. 에다노는 4월 2일에 열린 당 집행부 임원회에서도 민진당의 신당 구상에 불응할 방침을 재확인하고, 신당 창당 협의를 위한 당수 회담 제의에도 응하지 않았다.
4월 9일에는 민진당의 오쓰카 대표와 희망의 당의 다마키 대표가 회담하여, 신당이 창당될 경우 당 대표는 복수의 인물을 공동 대표로 세울 방침을 합의하며 합당 협의를 재개했다. 이에 스기오 히데야 참의원 의원이 합당에 반발하며 민진당을 탈당, 입헌민주당에 입당했다.
4월 17일에는 중의원 회파(교섭단체) "무소속의 모임"의 소속 의원 14명 중 신당에 합류할 방침을 드러내고 있는 의원은 3명 정도라는 보도가 나왔다.
4월 24일에 열린 신당 협의회에서는 신당의 당명을 "국민민주당"으로 결정했다. 4월 26일에는 신당 창당 합의서에 민진·희망 양당 대표가 서명하였고, 5월 7일 신당 창당 방침에 공식 합의했다. 또한 합당 절차로는 5월 7일에 먼저 희망의 당을 해체한 뒤 다마키 유이치로 등 희망의 당 내 신당 합류파가 "국민당"을 창당하고, 마쓰자와 시게후미 등 합당에 반대하는 강경 보수파 의원들이 똑같은 이름의 "희망의 당"을 재창당하는 형태로 분당한 뒤 이 중 신당 합류파의 "국민당"이 다음 날인 5월 8일에 민진당에 흡수 합병한 후 민진당이 "국민민주당"으로 당명을 변경하는 형식을 취하기로 했다.
한편 민진당 내에서는 신당 불참을 표명하는 의원이 속출하여 4월 25일에는 오카다 가쓰야 당 상임고문, 노다 요시히코 전 총리, 아즈미 준 전 재무대신, 나카가와 마사하루 전 문부과학대신, 에다 겐지 전 당 대표대행, 후쿠다 아키오 전 총무대신 정무관 등 민진당 당적을 가진 "무소속의 모임" 소속 6명의 의원이 신당 창당에 즈음해 집단 탈당하는 방향으로 조율에 들어갔고, 다음 날인 4월 26일에는 오가와 도시오 당 참의원 의원회장이 자신을 포함한 17명의 참의원 의원이 탈당할 전망이라고 밝히면서, 제1야당을 목표로 내건 신당 "국민민주당"에 참여하는 의원은 중참 양원을 모두 합쳐 60명 정도의 규모에 그쳐 현 제1야당인 입헌민주당을 밑도는 것이 확실한 상황이 되었다.
"국민민주당" 창당 대회 당일인 5월 7일에는 민진당 소속 참의원 의원 18명, 당적을 가진 중의원 의원 9명 등 총 27명이 탈당계를 제출했다. 이 중 오가와 도시오, 하치로 요시오 전 경제산업대신, 나타니야 마사요시 등 9명과 5월 6일 탈당계를 제출한 후쿠다 아키오를 포함해 총 10명이 입헌민주당에 입당계를 제출했다. 최종적으로 민진당에서 국민민주당에 참여한 의원은 참의원 의원 23명, 당적을 두었던 "무소속의 모임" 소속 중의원 의원 3명(하라구치 가즈히로 전 총무대신, 히라노 히로후미 전 관방장관, 시노하라 다카시 의원) 등 26명에 그쳤다.
5월 7일 창당과 함께 참의원 회파(교섭단체)의 명칭을 "민진당·신록풍회"에서 "국민민주당·신록풍회"로 변경했고, 무소속으로서 회파에 참여하는 후나야마 야스에 참의원 의원을 포함해 총 24명으로 회파 결성을 신고했다. 같은 날 민진당이 국민민주당으로 당명 변경을 총무대신에게 신고하면서 "민진당"이라는 당명이 법적으로 소멸되었다.
다음 날인 5월 8일에는 희망의 당에서 분당하여 창당된 "국민당"(대표: 다마키 유이치로, 회계책임자: 기시모토 슈헤이)를 흡수하여 국민민주당 창당의 법적 절차가 완료되었다.
국민민주당의 창당 이후 민진당 원 소속 의원의 이적처는 다음과 같다.
※ : 민진당 당적을 가진 채 무소속 지위로 있던 중의원 의원

## 연혁
2016년
- 2월 22일 - 민주당의 오카다 가쓰야 대표와 유신당의 마쓰노 요리히사 대표가 민주당을 존속시키고 민주당이 유신당을 흡수 합병하는 형태로 양당이 합당한 후에 신당을 창당하기로 합의.
- 2월 26일 - 민주·유신 양당 대표 회담이 국회에서 열려 양당의 3월 중 합당을 목표로 설정.
- 3월 3일 - 민주·유신 양당 대표가 기자회견에서 합당에 따른 새로운 당명 방안을 3월 4일부터 6일까지 3일간 양당의 홈페이지와 팩스를 통해 모집한다고 발표.
- 3월 10일 - 신당명으로 민주당 측은 "입헌민주당"을, 유신당 측은 "민진당"을 제시.
- 3월 14일 - 민주당과 유신당이 기자회견에서 합당에 따른 신당명이 "민진당"으로 결정되었음을 발표.[4]
- 3월 22일 - "개혁결집회" 소속 의원 5명 중 "오사카 유신회"(2010년 창당된 지역 정당 오사카 유신회와는 다름)에 합류하는 오자와 사키히토를 제외한 4명이 신당에 합류할 것을 표명.
- 3월 25일
  - "개혁결집회"가 중의원 사무국에 회파(교섭단체) 해산을 신고하였고 사무국이 이를 수리. 이로써 "개혁결집회"는 정식으로 해산.
  - 민주·유신 양당 대표 회담이 국회에서 열려 양 대표가 합당 협의서에 서명하면서 양당의 합당 절차 완료.
- 3월 27일
  - 당 강령을 제정.
  - 유신당이 임시 당 대회에서 당의 해체를 결의.
  - 민주·유신 양당이 합당하여 신당인 "민진당" 창당 대회가 도쿄도 미나토구의 시나가와 프린스 호텔에서 개최.
- 3월 30일 - 기본 정책을 제정.
- 4월 4일 - 당 로고안의 공모를 개시(~ 4월 12일)
- 4월 24일 - 창당 후 첫 선거인 2016년 전기 중의원 의원 보궐선거 실시(홋카이도 제5구, 교토부 제3구).[104][105]
  - 홋카이도 제5구에서는 민진당이 지원한 전직 민주당 직원이자 야권 단일 후보인 이케다 마키가 자민당 후보에게 도전했으나 석패.
  - 교토부 제3구에서는 민진당 공천의 전직 의원인 이즈미 겐타(사민당 공동 추천)가 당선.
- 5월 10일 - 총 3,676건의 당 로고 공모 중에서 최종 후보로 4개의 작품을 발표. 또한 이날 민진당 공식 사이트에서 의견을 모집. 이후 민진당 지방 조직원과 소속 국회의원 등의 투표로 1위의 득표를 한 작품을 당의 새로운 로고로 확정.[106]
- 5월 19일 - 민진당의 새 로고가 최종 후보 4개 작품 중 A안으로 결정.
- 5월 31일 - 민진·공산·사민·생활 야4당이 아베 내각에 대한 불신임 결의안을 공동 제출. 같은 날 중의원 본회의에서 불신임안은 연립 여당인 자민·공명 양당, 오사카 유신회 등의 다수 반대로 부결.
- 7월 10일 - 제24회 참의원 의원 통상선거에서 32석(지역구 21석, 비례대표 11석)을 획득(전체 49석).
- 7월 30일 - 오카다 가쓰야 대표가 9월에 치러지는 당 대표 선거 불출마를 표명.
- 7월 31일 - 도쿄도지사 선거에 야권 단일 후보인 도리고에 슌타로가 고이케 유리코에 큰 표차로 패배.
- 8월 2일 - 중참 양원의원 총회에서 창당 후 첫 당 대표 선거를 9월 2일 고시, 9월 15일 투개표의 일정으로 진행하기로 결정.
- 8월 5일 - 10월 23일에 실시되는 보궐선거 후보로 도쿄도 제10구에 전직 NHK 기자인 스즈키 요스케를, 후쿠오카현 제6구에 전직 인도 첸나이 주재 일본 총영사관 직원인 아라이 후미코를 각각 공천하기로 당 상임 간사회에서 결정.
- 9월 1일 - 옛 민주당 시절의 당 마스코트 캐릭터인 "민주군"을 대신할 새 마스코트를 공모할 것을 발표. 당 홈페이지에서 9월 6일부터 15일까지 접수하고, 당 외부에서 모집한 위원들의 심사를 거쳐 2017년 상반기로 예정된 당 대회에서 발표하기로 결정.
- 9월 2일 - 당 대표 선거가 고시되어 렌호, 마에하라 세이지, 다마키 유이치로 등 3명이 입후보.
- 9월 15일 - 당 대표 선거가 투개표되어 1차 투표에서 과반수인 503표를 얻은 렌호가 새 대표에 선출.
- 9월 21일 - 중참 양원의원 총회에서 당직 인사안이 채택되어 렌호 대표 체제의 새 집행부가 정식으로 출범.
- 10월 23일 - 2016년 후기 중의원 의원 보궐선거가 실시되어 도쿄도 제10구, 후쿠오카현 제6구 모두 여당 계열 후보에게 패배.

2017년
- 2월 14일 - 민진당 도쿄도 연합이 도쿄도의회에 있던 "도의회 민진당", "민진당 도의원단" 등 2개의 회파(교섭단체)를 합병하여 새 회파인 "도쿄 개혁 의원단"을 결성.
- 3월 9일 - 옛 민주당 시절의 당 마스코트 캐릭터인 "민주군"을 대신할 새 마스코트를 발표. 이름은 "민신(ミンシン)"으로 명명.[107]
- 3월 12일 - 민진당 정기 당 대회가 개최되어,[108] 렌호 대표가 차기 중의원 선거에서 기존의 "2030년대 원전 제로"에서 목표 기한을 앞당기는 것을 목표로 "원전 제로 기본 법안"을 구상할 생각을 표명.[109]
- 3월 31일 - 모리토모 학원에 대한 일련의 문제와 관련해 민진당의 쓰지모토 기요미 의원에 관한 의혹을 보도한 산케이 신문에 당 집행부가 항의했지만 산케이 신문 정치부장은 "공갈과 압력에 굴하지 않겠다"며 기사 철회를 거부.[110]
- 7월 2일 - 도쿄도의회 선거가 실시되어 선거 직전 7석에서 2석이 줄어든 5석을 획득하는 데 그쳐, 전신인 민주당 창당 이후 최저 의석이었던 직전 2013년 선거의 15석을 크게 밑도는 결과가 됨.
- 7월 27일 - 렌호 대표가 당 임원회에서 대표직 사임 의사를 표명한 뒤, 이후 열린 기자회견에서 사임을 정식 발표.
- 8월 2일 - 중참 양원의원 총회에서 렌호 대표의 퇴진에 따른 후임 대표 선거를 8월 21일 고시, 9월 1일 투개표의 일정으로 진행하기로 결정.
- 8월 21일 - 당 대표 선거가 고시되어 마에하라 세이지, 에다노 유키오 등 2명이 입후보.
- 9월 1일 - 당 대표 선거가 투개표되어 1차 투표에서 과반수인 502표를 얻은 마에하라 세이지가 새 대표에 선출.
- 9월 5일 - 중참 양원의원 총회에서 당직 인사안이 채택되어 마에하라 대표 체제의 새 집행부가 정식으로 출범.
- 9월 28일 - 중참 양원의원 총회에서 고이케 유리코 도쿄도지사가 이끄는 희망의 당과의 합류안이 제안되어 만장일치로 승인. 이는 언론으로부터 사실상의 "당 해체"로 간주.
- 10월 2일 - 에다노 유키오 당 대표대행이 신당인 "입헌민주당"의 창당을 선언.
- 10월 10일 - 제48회 중의원 의원 총선거 공시. 당 집행부는 비례대표를 포함해 모든 선거구에 후보자를 공천하지 않기로 결정.
- 10월 22일 - 제48회 중의원 의원 총선거에서 민진당 당적을 유지한 채 무소속 자격으로 출마한 후보 중 18명이 당선.
- 10월 26일 - 민진당 당적을 가진 채 무소속 지위로 활동하던 오카다 가쓰야가 자신을 대표의원으로 하는 중의원 원내 회파(교섭단체)인 "무소속의 모임"을 결성.
- 10월 27일 - 중참 양원의원 총회에서 희망의 당으로의 합류 방침을 철회. 마에하라 세이지 대표가 사임 표명.
- 10월 31일 - 마에하라 대표 사임에 따른 후임 대표 선거 입후보 신청에서 오쓰카 고헤이 이외에 입후보자가 없어 같은 날 열린 중참 양원의원 총회에서 오쓰카가 무투표로 새 대표에 선출.
- 11월 8일 - 중참 양원의원 총회에서 당직 인사안이 채택되어 오쓰카 대표 체제의 새 집행부가 정식으로 출범.

2018년
- 4월 24일 - 민진당과 희망의 당이 합당 후의 신당명을 "국민민주당"으로 결정.[94]
- 4월 26일 - 민진당의 오쓰카 고헤이 대표와 희망의 당의 다마키 유이치로 대표가 국회에서 회담하여 신당 창당 합의서에 서명.
- 5월 7일 - 국민민주당 창당 대회를 개최하고 총무대신에게 "국민민주당"으로의 당명 변경을 신고. 이로써 "민진당"이라는 당명이 법적으로 소멸.

## 정책 및 강령
전수방위의 원칙에 기초한 평화주의, 헌법 제9조에 자위대 명기 반대, 장시간 노동의 규제, 기초 소득 보장의 실현, 탈원전의 실현 등을 주요 정책으로 내걸었다. 민진당은 자유주의, 중도좌파 성향 그룹이 당의 주류를 이루었지만, 자민당과 정책적 차별화를 시도하여 정권교체가 가능한 세력을 추구하는 보수 성향 그룹도 다수 존재했다.

### 당 강령
창당 대회에서 채택된 강령에는 "자유", "공생", "미래에 대한 책임"을 당의 이념으로 하여 "공정·공평·투명한 규칙 아래 다양한 가치관이나 삶의 방식, 인권이 존중되는 자유로운 사회", "누구나 사회로부터 배제되지 않고 함께 지탱할 수 있는 공생 사회", "미래를 살아갈 차세대에 대한 책임을 다하는 사회"를 실현하겠다는 내용이 담겼다.
다음은 당 강령의 내용이다.

우리의 입장
우리 당은 "생활자", "납세자", "소비자", "일하는 사람"의 입장에 선다.
미래와 차세대에 대한 책임을 다하고 기득권이나 유착의 구조와 싸우는, 국민과 함께 나아가는 개혁 정당이다.
우리가 목표로 하는 것
하나. 자유와 민주주의에 입각한 입헌주의를 지키는 것.
우리는 일본국 헌법이 내세우는 "국민 주권", "기본적 인권의 존중", "평화주의"를 견지하고, 자유와 민주주의에 입각한 입헌주의를 확고히 지킨다. 상징 천황제 하에서 새로운 인권, 통치 기구 개혁 등 시대의 변화에 대응할 수 있는 미래 지향적인 헌법을 국민과 함께 구상해 나간다.
둘. 공생 사회를 만드는 것.
우리는 한 사람 한 사람이 둘도 없는 개인으로서 존중받고, 다양성을 인정하면서 서로 의지하며, 모든 사람에게 거처와 일자리가 주어지는 강하고 유연한 더불어 사는 사회를 만든다.
남녀가 그 개성과 능력을 충분히 발휘할 수 있는 남녀 공동 참여를 추진한다.
우리는 사회를 이루는 시민의 자치를 존중하며 지방 자치 단체, 학교, 비영리 단체(NPO), 지역 사회와 각각의 개인이 충분히 연계할 수 있는 사회를 실현한다.
정의와 공정을 관철하고, 개인의 자립을 존중하면서 동시에 약자의 입장에 놓인 사람들과 함께 걷는다.
셋. 미래에 대한 책임과 개혁을 미루지 않는 것.
우리는 미래를 살아갈 차세대를 위해 세금의 낭비를 배제함과 동시에 국가의 빚 의존 체질을 바꾸는 행·재정 개혁, 정치인이 스스로를 희생하도록 하는 등의 정치 개혁, 지방의 창의적 행정에 의한 자립을 가능하게 하는 지역 주권 개혁을 단행한다.
원자력 발전에 의지하지 않는 사회를 목표로 함과 동시에, 동일본 대지진으로부터의 부흥을 실현하여 미래에 대한 책임을 완수한다.
넷. 사람에 대한 투자로 지속 가능한 경제 성장을 실현하는 것.
우리는 시장 경제를 기본으로 하여 지구 환경과의 조화 아래 경제 성장을 실현한다. 안전·안심을 취지로 하여 시장에 신규 참가를 촉진하고, 창업을 촉진하는 규제 개혁을 실행한다.
경제 성장은 행복을 가져오는 것이어야 한다. 공정한 분배를 통한 사람에 대한 투자 없이는 지속 가능한 성장을 달성할 수 없다. 지속 가능한 사회 보장 제도의 확립, 평생에 걸친 충분한 배움의 기회의 보장 등 사람에 대한 투자를 통해 사람들의 능력 발휘를 막고 있는 격차를 시정한다. 이를 통해 서로 의지하는 힘을 길러, 행복을 위한 성장을 실현한다.
다섯. 나라를 지키며 국제 사회의 평화와 번영에 공헌하는 것.
우리는 전수방위를 전제로 외교 및 안보에 있어서 현실주의를 관철한다. 우리나라 주변의 안보 환경을 직시하고, 자위력을 착실히 정비하여 국민의 생명·재산, 영토·영해·영공을 지킨다. 미일 동맹을 강화하여 아시아나 태평양 지역과의 공생을 실현한다.
국제 연합을 비롯한 다자간 공조의 틀을 기조로 국제 사회의 평화와 번영에 기여하고, 핵무기 폐기, 인도적 지원, 경제 협력 등을 통해 열린 국익과 광범위한 안보를 실현한다.

## 역대 당직자

### 집행부
각 직책에 대한 이해
- 대표대행 : 한국의 부대표 격
- 간사장 : 한국의 사무총장 격
- 정무조사회장 : 한국의 정책위 의장 격
- 국회대책위원장 : 한국의 원내대표 격

| 대표            | 대표대행                        | 간사장          | 정무조사회장  | 국회대책위원장    | 선거대책위원장  | 참의원 의원회장 | 취임일      |
| --------------- | ------------------------------- | --------------- | ------------- | ----------------- | --------------- | --------------- | ----------- |
| 오카다 가쓰야   | 에다 겐지 나가쓰마 아키라 렌호  | 에다노 유키오   | 야마오 시오리 | 아즈미 준         | 겐바 고이치로   | 군지 아키라     | 2016년 3월  |
| 오카다 가쓰야   | 에다 겐지 나가쓰마 아키라 렌호  | 에다노 유키오   | 야마오 시오리 | 아즈미 준         | 겐바 고이치로   | 오가와 도시오   | 2016년 7월  |
| 렌호            | 아즈미 준 호소노 고시 에다 겐지 | 노다 요시히코   | 오구시 히로시 | 야마노이 가즈노리 | 마부치 스미오   | 오가와 도시오   | 2016년 9월  |
| 렌호            | 아즈미 준 에다 겐지             | 노다 요시히코   | 오구시 히로시 | 야마노이 가즈노리 | 마부치 스미오   | 오가와 도시오   | 2017년 4월  |
| 마에하라 세이지 | 에다노 유키오                   | 오시마 아쓰시   | 시나 다케시   | 마쓰노 요리히사   | 나가쓰마 아키라 | 오가와 도시오   | 2017년 9월  |
| 오쓰카 고헤이   | (공석)                          | 마시코 데루히코 | 아다치 신야   | 히라노 히로후미   | 시노하라 다카시 | 오가와 도시오   | 2017년 10월 |

## 역대 선거 결과

### 중의원
| 선거        | 의석     | 득표율 | 대표            |
| ----------- | -------- | ------ | --------------- |
| 2017년 선거 | 18 / 465 | 9.42%  | 마에하라 세이지 |

### 참의원
| 선거        | 의석     | 득표율 | 대표          |
| ----------- | -------- | ------ | ------------- |
| 2016년 선거 | 32 / 242 | 25.14% | 오카다 가쓰야 |